# Fábio Eduardo Cribari
Fábio Elves Eduardo Cribari, noto anche come Binho, diminutivo di Fabinho (Cambará, 13 febbraio 1975), è un ex calciatore brasiliano, di ruolo difensore o centrocampista.

## Biografia
È il fratello maggiore di Emílson Sánchez Cribari, anche lui difensore; fu proprio Binho a portare in Italia suo fratello, che fu subito tesserato nella formazione Primavera dell'Empoli.

## Caratteristiche tecniche
Nel complesso è stato definito un buon giocatore, che con un po' più di fortuna avrebbe meritato palcoscenici maggiori nel calcio italiano. Uno dei motivi che gli hanno impedito di imporsi in Serie A è sicuramente legato alla troppo tarda scoperta delle sue ottime potenzialità nel ruolo di ala a centrocampo, piuttosto che di difensore di fascia.

## Carriera
Binho arrivò in Italia nel 1997, acquistato dal neopromosso Empoli dal Londrina, società della Serie B brasiliana.
Nel suo primo anno in Italia, non ebbe molte possibilità di giocare, ma in quelle rare occasioni che gli furono concesse mostrò le sue buone doti da difensore; in particolare, è da ricordare la partita Inter-Empoli, nella quale il giocatore risultò uno dei migliori in campo, facendosi molto valere marcando efficacemente l'attaccante Ronaldo.
L'anno dopo, riuscì a ritagliarsi uno spazio maggiore, ma non poté evitare la retrocessione in Serie B della società toscana. In quell'anno comunque l'allenatore Corrado Orrico provò molto spesso Cribari nel nuovo ruolo di centrocampista, scoprendo in lui buone qualità offensive sulla fascia destra.
Dal gennaio 2001 fu ceduto alla Lucchese, in Serie C1, fortemente voluto proprio da Orrico. A Lucca passò ottime stagioni, con un apice nell'annata 2001-2002 in cui realizzò 6 reti in 30 partite. Questo gli valse una chiamata oper l'anno successivo in Serie B, al Livorno, ma al termine del prestito non fu riscattato.
Dal 2003 cominciò a essere tormentato da fastidiosi infortuni che lo tennero lontano dai campi per molto tempo. Lasciata la Lucchese nel 2006, ha giocato la stagione 2006-2007 nel Castelnuovo Garfagnana, in Serie C2. Alla fine della stagione si è ritirato a causa dei continui problemi al ginocchio destro, che lo avevano tenuto fuori dai campi molto spesso negli anni precedenti.

## Dopo il ritiro
Vive a Lucca e collabora con gli agenti FIFA Tullio Tinti e Davide Torchia come osservatore di giovani talenti brasiliani.